# Santa Cecília do Pavão
Santa Cecília do Pavão è un comune del Brasile nello Stato del Paraná, parte della mesoregione del Norte Pioneiro Paranaense e della microregione di Assaí.